# Gouvernement Ingman II
République de Finlande
Cajander II  Tulenheimo
Le gouvernement Ingman II est le 11e gouvernement de la République de Finlande, qui a siégé 305 jours du 31 mai 1924 au 31 mars 1925.

## Composition
Les ministres du gouvernement sont les suivants :
| Titre                                          | Ministre           | Période    | Période    | Parti | Parti |
| ---------------------------------------------- | ------------------ | ---------- | ---------- | ----- | ----- |
| Premier ministre                               | Lauri Ingman       | 31.5.1924  | 31.3.1925  |       | Kok   |
| Ministre des Affaires étrangères               | Hjalmar Procopé    | 31.5.1924  | 31.3.1925  |       | RKP   |
| Ministre de la Justice                         | Albert von Hellens | 31.5.1924  | 31.3.1925  |       | EP    |
| Ministre de l'Intérieur                        | Gunnar Sahlstein   | 2.6.1924   | 31.3.1925  |       | Kok   |
| Ministre de la Défense                         | Lauri Malmberg     | 31.5.1924  | 31.3.1925  |       | Ind.  |
| Ministre des Finances                          | Yrjö Pulkkinen     | 31.5.1924  | 31.3.1925  |       | Kok   |
| Ministre de l'Éducation                        | Lauri Ingman       | 31.5.1924  | 31.3.1925  |       | Kok   |
| Vice-ministre de l'Éducation                   | Antti Kukkonen     | 31.5.1924  | 22.11.1924 |       | ML    |
| Vice-ministre de l'Éducation                   | Oskari Mantere     | 22.11.1924 | 31.3.1925  |       | EP    |
| Ministre de l'Agriculture                      | Jalo Lahdensuo     | 31.5.1924  | 22.11.1924 |       | ML    |
| Ministre de l'Agriculture                      | Ilmari Auer        | 22.11.1924 | 31.3.1925  |       | ML    |
| Vice-ministre de l'Agriculture                 | Ilmari Auer        | 31.5.1924  | 22.11.1924 |       | ML    |
| Vice-ministre de l'Agriculture                 | Pekka Pennanen     | 29.11.1924 | 31.3.1925  |       | Kok   |
| Ministre des transports et des travaux publics | Eero Hahl          | 31.5.1924  | 22.11.1924 |       | ML    |
| Ministre des transports et des travaux publics | Rolf Witting       | 22.11.1924 | 31.3.1925  |       | RKP   |
| Ministre du commerce et de l'industrie         | Axel Palmgren      | 31.5.1924  | 31.3.1925  |       | RKP   |
| Ministre des Affaires sociales                 | Niilo Liakka       | 31.5.1924  | 22.11.1924 |       | ML    |
| Ministre des Affaires sociales                 | Lauri Pohjala      | 22.11.1924 | 31.3.1925  |       | Kok   |